# Artenara
Artenara es una localidad y municipio español perteneciente a la isla de Gran Canaria, en la provincia de Las Palmas, comunidad autónoma de Canarias. Destaca por ser el municipio cuya cabecera municipal se localiza a mayor altitud, así como por ser el menos poblado de la isla.

## Toponimia
Su nombre proviene del de su capital municipal, tratándose de una voz de procedencia aborigen.
El profesor Dominik Wölfel propone como paralelos en las lenguas bereberes los términos tanari, 'país, tierra'; tenere/tinâriwîn, 'llanura'; o ananar/inûnâr, 'caja fuerte que puede cerrarse'. Para este autor, el ar- funciona como prefijo.
Por otro lado, el filólogo Ignacio Reyes indica que Artenara podría ser traducido literalmente como 'conjunto de cejas'.

## Símbolos
El municipio de Artenara cuenta con escudo heráldico y bandera oficiales.

### Escudo
El escudo municipal fue aprobado por el Gobierno de Canarias el 19 de febrero de 1996, siendo su descripción:

Escudo cortado y medio partido con bordura; I.- En campo de azur, una estrella de ocho puntas, de oro. II.- En campo de oro, un pino de su color, terrazado de sinople. III.- En campo de plata, un gánigo, en su color natural. Bordura de gules, con cinco estrellas de oro. A modo de soportes, dos cabras de su color, rampantes y afrontadas, con los cuernos y las pezuñas de oro y lampasadas de gules. Por lo bajo, una cinta de oro con la leyenda: «Tradición, Fe, Naturaleza», en letras de sable. Al timbre, corona real cerrada.

### Bandera
La bandera oficial fue asimismo aprobada por la misma Orden del Gobierno de Canarias, siendo descrita como: «Franja vertical de color azul celeste intenso, dentelada hacia el interior. Franja vertical central de color blanco, con inscripción en su centro geométrico y proporcionado el escudo heráldico del municipio. Franja vertical de color verde monte, dentelada hacia el interior».

## Geografía
Situado en las cumbres occidentales de la isla de Gran Canaria, dista de la capital insular 50 kilómetros.
Limita con los términos municipales de La Aldea de San Nicolás, Agaete, Gáldar, Moya, Tejeda y Valleseco.
Posee una superficie de 66,7 km², ocupando el 8.º puesto en extensión de la isla.
La cabecera municipal se halla a 1270 m s. n. m., siendo la capital municipal más alta de la isla. La altitud máxima del término se sitúa en la elevación conocida como Montaña de los Moriscos, a 1770,6 m s. n. m.

### Orografía
Pese a su territorio eminentemente interior y montañoso, Artenara posee una pequeña salida al mar en el oeste de la isla. Es un sector de litoral acantilado comprendido entre la desembocadura del pequeño barranco de los Betres y el Cantil del Andén Verde. La parte alta de este escarpe acantilado está ocupada por el Morro de la Campana y la Montaña de Tirma, mientras que en la parte baja, a la orilla del mar, se sitúan los conocidos Llanos Blancos y la Punta Góngora, conocida también como playa de Punta de las Arenas.
De este modo, Artenara es uno de los municipios de la isla con mayor desnivel territorial, ya que el territorio municipal baja desde los 1770 metros de altitud en el pico de Los Moriscos hasta el nivel del mar en el litoral oeste de la isla.
Miguel de Unamuno inmortalizó la expresión «Tempestad petrificada» para describir el macizo central de la cumbre grancanaria, una formación geológica de rocas volcánicas de proporciones gigantescas.

### Clima
El municipio presenta un clima templado mediterráneo de verano seco, de acuerdo con la clasificación de Köppen.
El mes más cálido es agosto con una temperatura media de 19,6 °C, siendo el más frío enero con 10,3 °C. La temperatura media anual es de 14,4 ° C.
Posee un promedio de 367 mm de precipitaciones al año, siendo el mes más lluvioso noviembre con 73 mm, y el más seco julio con 1 mm.

### Zonas protegidas
El municipio de Artenara posee la mayor parte de su superficie incluida en la Red canaria de espacios naturales protegidos, compartiendo con los municipios limítrofes el parque natural de Tamadaba, el parque rural del Nublo y el paisaje protegido de Las Cumbres.
Tamadaba y el parque rural del Nublo se hallan asimismo incluidos en la Red Natura 2000 como Zonas Especiales de Conservación —ZEC—, y Zonas de Especial Protección para las Aves —ZEPA—.
El término municipal forma parte también de la Reserva de la Biosfera de Gran Canaria, y del Paisaje Cultural de Risco Caído y las Montañas Sagradas de Gran Canaria, declarado Patrimonio Mundial de la UNESCO el 7 de julio de 2019.
Artenara posee asimismo gran parte del monte de utilidad pública de El Pinar y una pequeña superficie del de Tamadaba.

### Carreteras
- GC-200: toda la costa de Artenara esta rodeada por esta carretera, conecta La Aldea de San Nicolás y Agaete.
- GC-21: conecta al municipio con Valleseco, Teror y Las Palmas de Gran Canaria
- GC-210: en su primer tramo comunica al municipio con Tejeda y en el segundo con La Aldea de San Nicolás
- GC-217: comunica con los barrios de Coruña, Lugarejos y Juncalillo (Gáldar)
- GC-215: comunica al municipio con los barrios del Caidero y las Cuevas
- GC-216: acceso a Tamadaba

## Historia
La historia de Artenara se remonta a la época prehispánica. La población aborigen se localiza en los lugares de Acusa, Artenara, Tirma y Risco Caído (Artevigua). Tras la conquista de Gran Canaria en 1478, los nuevos colonizadores, castellanos y portugueses, se asientan en el lugar, continuando con las antiguas labores de pastoreo y desarrollan tareas agrícolas basadas en el cultivo del cereal.
El siglo XIX se caracteriza por un fuerte retroceso económico debido a los largos períodos de sequías y hambrunas, por lo que la población se ve obligada a emigrar. El éxodo rural se acentúa durante el siglo XX, siendo notable en la década de 1960 debido a la crisis agraria, por lo que las tierras son adquiridas por el Cabildo dedicándose a la repoblación forestal, mientras que la población local emigra a las zonas costeras de la isla, atraída por la actividad turística. En la última década del siglo XX surge la propuesta de creación de la Reserva de la Biosfera, con el fin de armonizar la conservación de la naturaleza con el desarrollo económico y social.
En la primera década del siglo XXI, el municipio atraviesa una etapa de transición en la que adquiere relevancia la sociedad forestal con el cuidado de los montes, el adecentamiento de espacios de interés paisajístico, el desarrollo de los servicios para el ocio a través de rutas y senderos, así como el fomento de alojamientos rurales (casa rurales y viviendas vacacionales).
Es de señalar que hasta los años 1930 apenas unas pocas casas se situaban junto a la iglesia, mientras que la mayoría de la población vivía en casas-cueva situadas al borde de las abruptas laderas que forman parte de la Caldera de Tejeda. Hoy en día, el uso de las cuevas es algo habitual en todo el municipio de Artenara, tanto para el uso residencial, como agropecuario e incluso turístico, con empresas dedicadas al alquiler de este tipo de habitáculo como viviendas de turismo rural. La particularidad de estas viviendas es que mantienen la temperatura entre los 18 °C y 20 °C todo el año, por lo que abrigan al habitante de los fríos del invierno y lo refrescan en los rigurosos calores del verano.[cita requerida]

## Demografía
Artenara cuenta con una población de 1029 habitantes (INE 2024).
| Gráfica de evolución demográfica de Artenara entre 1842 y 2021                                                      |
| |
| Población de derecho según los censos de población del INE Población de hecho según los censos de población del INE |

## Administración y política

### Gobierno municipal
| Periodo   | Nombre                           | Partido | Partido                                  |
| --------- | -------------------------------- | ------- | ---------------------------------------- |
| 1979-1983 | Severiano Luján Cabrera          |         | Unión de Centro Democrático (UCD)        |
| 1983-1991 | Severiano Luján Cabrera          |         | Alianza Popular (AP)                     |
| 1991-1995 | José Antonio Rodríguez Rodríguez |         | Partido Socialista Obrero Español (PSOE) |
| 1995-2005 | Severiano Luján Cabrera          |         | Partido Popular (PP)                     |
| 2005-2011 | Guacimara Medina                 |         | Partido Socialista Obrero Español (PSOE) |
| 2011-2014 | Eva Díaz Melián                  |         | Partido Popular (PP)                     |
| 2014-2015 | Jesús Díaz Luján                 |         | Partido Popular (PP)                     |
| 2015-2019 | Roberto García Guillén           |         | Partido Socialista Obrero Español (PSOE) |
| 2019-act. | Jesús Díaz Luján                 |         | Partido Popular (PP)                     |

El Ayuntamiento de Artenara se compone del alcalde y de nueve concejales.
El municipio estuvo gobernado tras las primeras elecciones democráticas de 1979 por Unión de Centro Democrático, con Severiano Luján al frente. En los siguientes comicios de 1983, Luján se presentó por Alianza Popular, permaneciendo en el cargo de alcalde hasta las elecciones de mayo de 1991, en que pasa a ocupar la alcaldía José Antonio Rodríguez, del Partido Socialista Obrero Español, quien logra el puesto gracias a un pacto con el concejal del Centro Democrático y Social.
Luján retoma su puesto de alcalde tras las elecciones de mayo de 1995, esta vez en el Partido Popular, a pesar de la victoria socialista, gracias al apoyo de los concejales de Coalición Canaria.
El PP permanecerá gobernando hasta noviembre de 2005, en que prospera una moción de censura presentada por los concejales del PSOE y de CC, siendo elegida como primera edil Guacimara Medina.
El PSOE renueva su pacto con los concejales de Nueva Canarias en la legislatura 2007-2011.
En las elecciones de mayo de 2011 el PP logra mayoría absoluta con Eva Díaz al frente. Sin embargo, a comienzos de 2014 renuncia al cargo por motivos personales, siendo sustituida por Jesús Díaz.
Nuevamente surge un pacto entre PSOE y NC tras las elecciones de 2015, siendo elegido alcalde el socialista Roberto García. Este pacto se rompe en julio de 2016 al cesar el alcalde a los dos concejales de NC, pasando el PSOE a gobernar el municipio en minoría.
En las elecciones de 2019, el PP vuelve a la Alcaldía tras un pacto de gobierno con NC, siendo nombrado alcalde Jesús Díaz Luján.
La actual corporación municipal está compuesta por los siguientes partidos políticos, tal como se configuró en las elecciones municipales de 2019:
- Partido Popular (PP): 4 concejales
- Partido Socialista Obrero Español (PSOE): 3 concejales
- Nueva Canarias (NC): 2 concejales

### Organización territorial

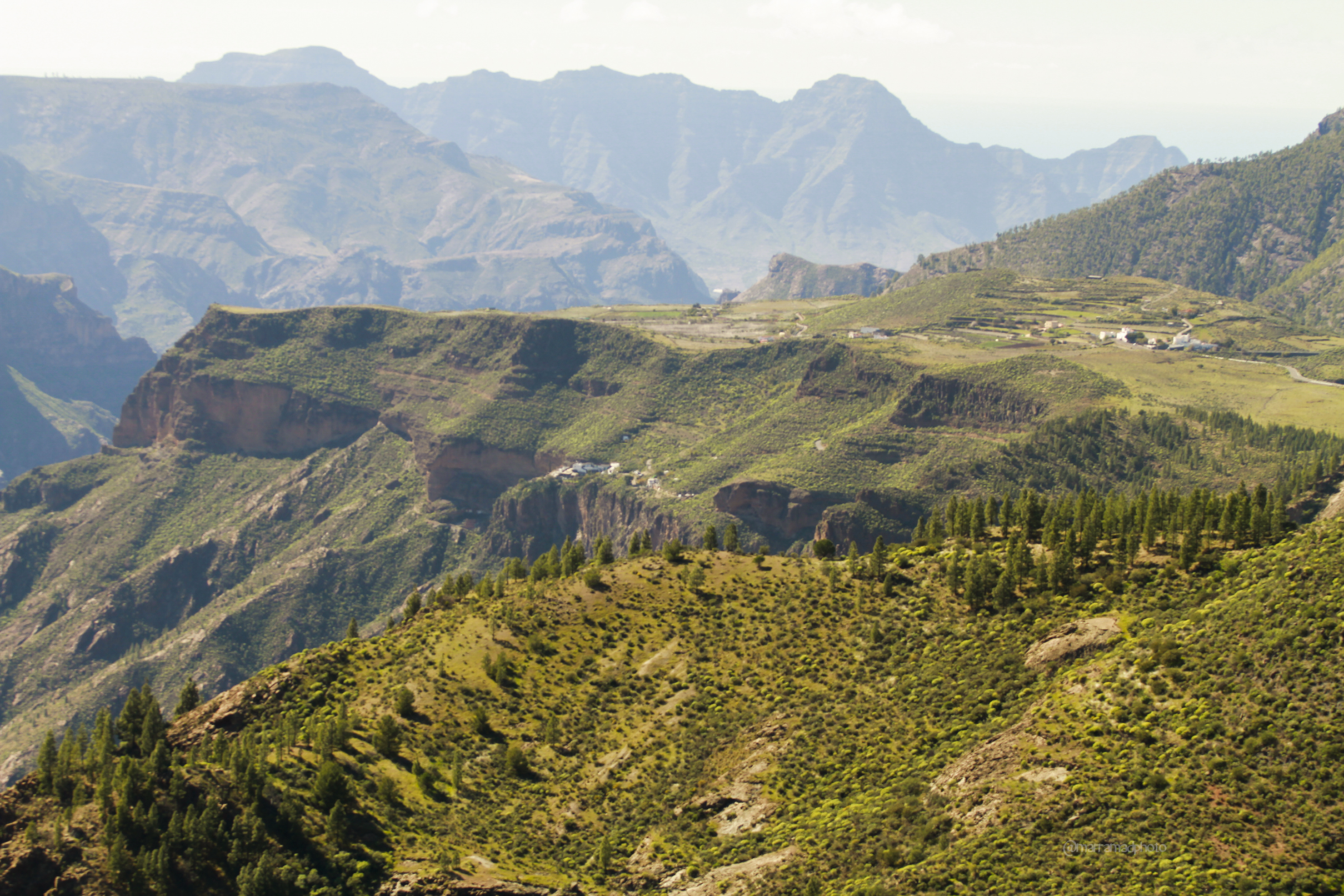
Meseta de Acusa

El municipio se divide en los siguientes barrios y sus respectivos núcleos:
- Artenara (capital municipal)
- Acusa Verde
- Candelaria: Candelaria y Ventanieves
- Coruña
- Lugarejos
- Las Cuevas
- Las Arbejas

## Economía
Sector primario

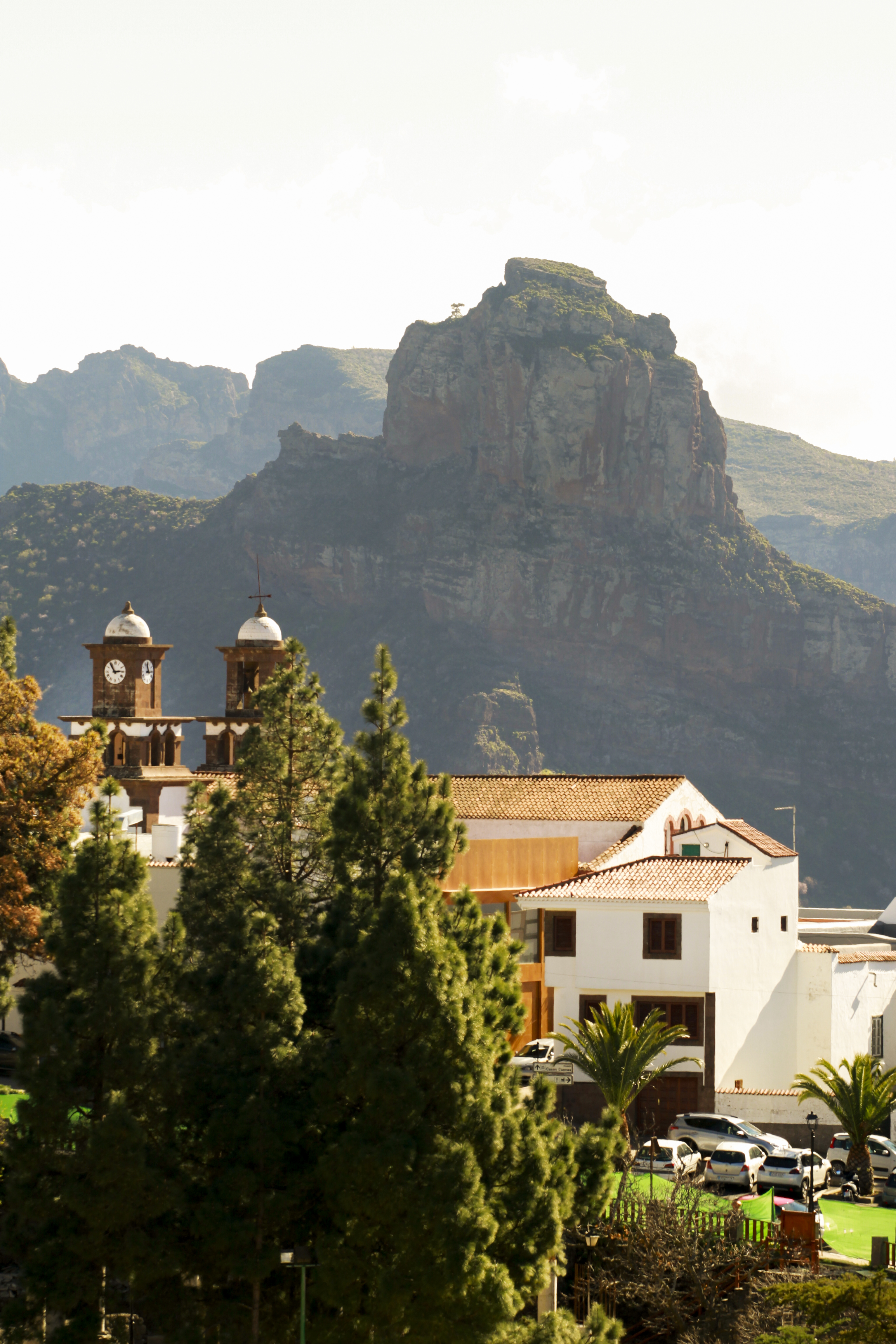
Roque Bentayga e Iglesia de San Matías

La labor agrícola es hoy una actividad económica complementaria. Las tierras están dedicadas principalmente al cultivo de la papa y especies forrajeras, abundando también las huertas de viña y cítricos.
El pastoreo pervive también como un complemento, con varias explotaciones sobre todo de ganado caprino.
En la actividad artesanal destacan la elaboración de escobas, los trabajos en lana, la alfarería y la obtención de aceite de almendra.
Sector terciario
Artenara ha experimentado en los últimos años un auge del sector servicios de la mano del turismo de naturaleza y la cultura. El municipio cuenta con varias casas-cueva dedicadas al turismo rural, así como un creciente número de viviendas vacacionales. Este pueblo de Gran Canaria fue el segundo más votado en España para ser Capital del Turismo Rural 2020, lo que da cuenta de la creciente importancia de esta actividad en el municipio.
La degustación de la cocina canaria es posible gracias a sus bares y restaurantes, la mayoría de ellos ubicados dentro del casco urbano y otros en Acusa.
La gastronomía de Artenara ofrece una amplia oferta de platos típicos, como la carne de cochino, las papas arrugadas, el rancho canario o potajes como el de barros. Esta oferta tradicional se ha enriquecido con platos innovadores, como los veganos y vegetarianos, así como con repostería de alta gama, elaborados todos ellos con productos locales.
El pan de papas y el queso, especialmente de cabra y oveja, son productos destacados de este territorio cumbrero, no en vano hay que recordar que el municipio cuenta con dos queserías artesanales (Las Lajas y Las Lajitas) cuyas producciones han sido premiadas en distintos concursos.
La práctica del senderismo, el ciclismo y las carreras de montaña en Artenara ha contribuido notablemente al desarrollo de su sector servicios.

## Cultura

### Patrimonio
El término municipal cuenta con varios elementos patrimoniales de valor:
Arqueológico
- Risco Caído (BIC). Se trata de un conjunto de 21 cuevas excavadas en una pared del Barranco Hondo a 100 metros de altura. Las cuevas tenían uso de vivienda y almacén, estando la mayoría decoradas con triángulos invertidos y cazoletas. La singularidad del asentamiento se debe a la existencia en una de las cuevas de una estructura abovedada y un orificio artificial que al recibir la luz del amanecer produce un efecto óptico peculiar sobre las imágenes impresas en la pared de la cueva.[25] Estos fenómenos hacen suponer de que se trata de un templo dedicado a la fertilidad y en el año 2019 fue declarado Patrimonio Mundial de la Humanidad por la UNESCO.[26]
- Mesa de Acusa (BIC). La fortaleza natural de Acusa es una meseta de paredes verticales. Se encuentra delimitada por los barrancos de Tejeda y El Merino. Ambos se unen para confluir en el Barranco Grande. Este hecho le confiere una posición estratégica por el gran dominio visual de casi toda la cuenca de Tejeda y por ser paso natural hacia la costa a través del citado barranco.
- Santuario de Tirma (BIC). El santuario de la montaña de Tirma se encuentra localizado en la finca del mismo nombre.[27] Este lugar es uno de los centros arqueológicos más importantes para conocer la historia de los antiguos habitantes de Gran Canaria. Aquí se localizan poblados de casas construidas en torno al llano de Tirma, próximo al Pinar de Tamadaba, que probablemente se basaban en una economía pastoril y agrícola de bajos recursos. Pero sin duda, el lugar más conocido e importante dentro de la vida espiritual y aborigen fue el santuario de la Montaña de Tirma. Esta montaña fue uno de los lugares santos a los que acudían en procesión las harimaguadas para rogar por la lluvia. Cerca de este lugar se encuentra la casa aborigen mejor conservada de la isla, que aún conserva sus muros e incluso sus enormes vigas de sabina que mantienen la techumbre. También, en las laderas de la Montaña de Tirma, aparecen varias zonas de inhumaciones funerarias. Es el caso del Llano de la Pimienta, donde se observan diversos túmulos.
- Risco Chapín (BIC). Conjunto arqueológico formado por cuevas de habitaciones artificiales llamadas Cueva de los Caballeros y Cueva de Los Candiles con más de 300 grabados rupestres, así como un granero en la montaña de Artenara.

Religioso
- Iglesia de San Matías

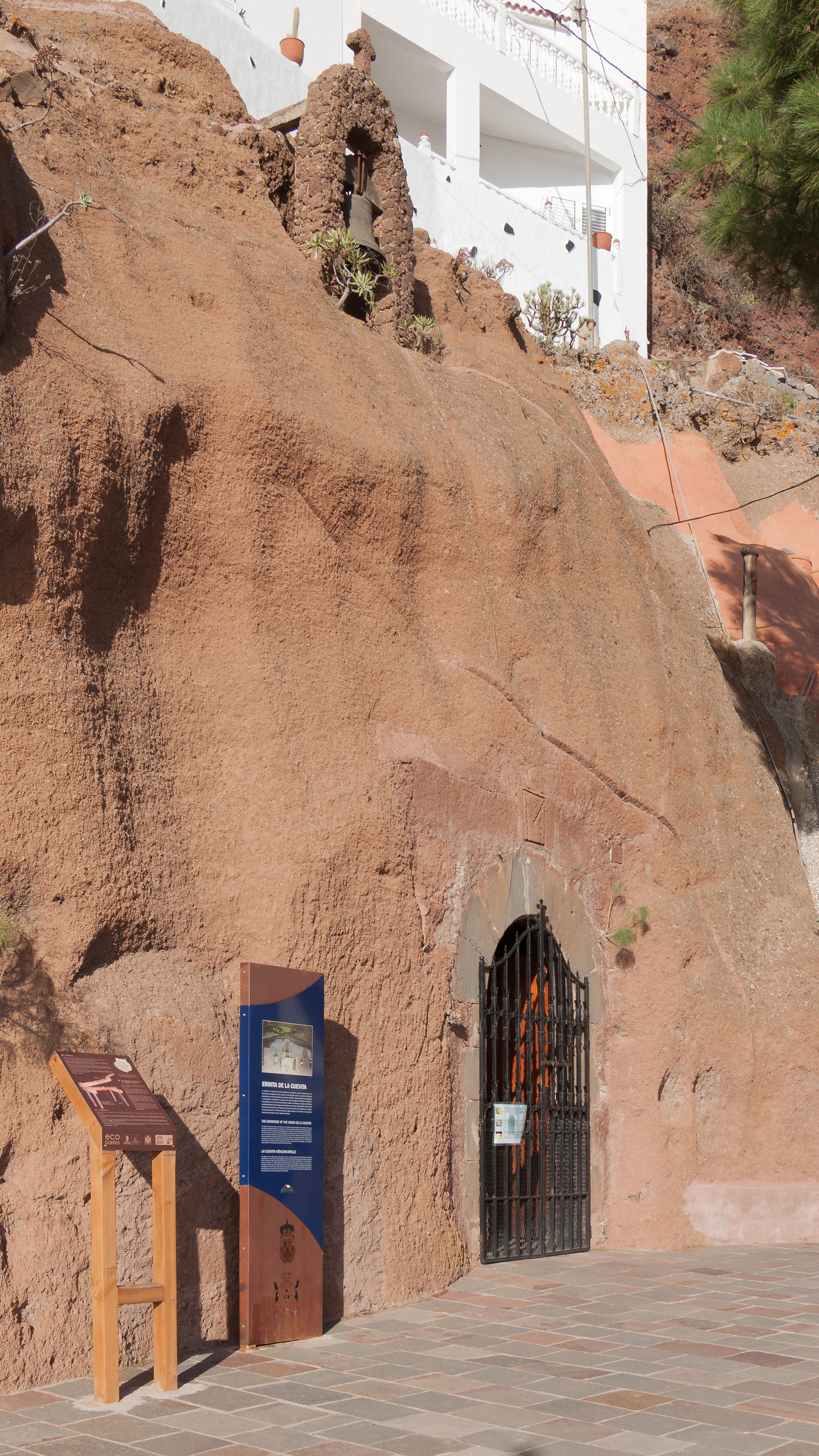
Capilla de la virgen de la Cuevita

- Capilla de la Virgen de la Cuevita

Civil
- Centro Locero de Lugarejos
- Poblado Troglodita de Acusa Seca
- Escuela de Tejeduría de Artenara
- Museo Etnográfico Casas Cuevas de Artenara
- Centro de Interpretación del Paisaje Cultural de Risco Caído y las Montañas Sagradas de Gran Canaria

Monumentos y recursos
- Monumento a los Piqueros, del año 2004, rinde homenaje a los hombres piqueros del pueblo, aquellos que con sus picos y palas horadaban la piedra para hacer las casas cuevas, que hoy lucen por todo el municipio.
- Monumento Sagrado Corazón de Jesús, escultura dedicada al Corazón de Jesús, erigida en 1996 por el escultor José Luis Marrero.
- Monumento a los Pinares, de Máximo Riol.
- Balcón y Monumento de Unamuno, obra realizada en el año 1999 por Manolo González, en homenaje al paso de Unamuno por las tierras de Artenara.
- Parque Timplista José Antonio Ramos, con un timple realizado en piedra por el escultor Manolo González en homenaje al folclore de las Islas Canarias.
- Monumentos de Forestas y Prótego, realizados en 2007 por el escultor Máximo Riol, en homenaje a los trabajadores de medio ambiente y a la conservación de la naturaleza de Gran Canaria, situados en la Atalaya de Artenara.
- Busto homenaje a Antonio Guillén —antiguo concejal, taxista, camionero, chófer del servicio de transportes, etc.—, de Manolo González, instalado en la parada de autobús el 20 de septiembre de 2008.
- Faro de Los Alisios, ubicado en el Mirador de Los Poetas, con una altura de 9 metros y realizado en acero cortén, perteneciente al fondo patrimonial de la Escuela Luján Pérez y donada por el escultor Emilio Padrón Miranda.
- Mural de Miró Mainou, homenaje al pintor Miró Mainou interpretando su obra Cumbres con este mural cerámico, realizado por los alumnos del Ciclio Formativo de Grado Superior de Cerámica Artística de la Escuela de Arte y Superior de Diseño de Gran Canaria.

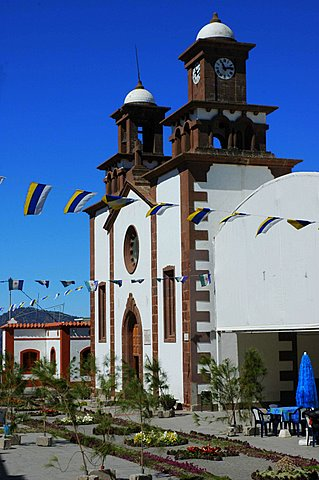
Iglesia de Artenara

Natural
- Mesa de Acusa
- Pinar de Tamadaba

### Festividades y tradiciones
Las festividades locales son las dedicadas a San Matías, el 24 de febrero, a San Juan Bautista, el 24 de junio, y la más tradicional y popular: la fiesta de la Virgen de la Cuevita (que localmente es considerada patrona de los ciclistas y del folclore canario), que se celebra el último domingo de agosto.
- Febrero: último domingo; fiesta de San Matías Apóstol, patrón de Artenara y de los Pinares de Gran Canaria
- Mayo: último sábado, fiestas de San Isidro. Y Último domingo; romería de San Isidro
- Junio: último domingo; fiesta de San Juan y Corazón de Jesús.
- Julio: segundo domingo, fiesta de San Antonio en Lugarejos
- Agosto: durante todo el mes de agosto se celebran las fiestas de La Cuevita. El último domingo, fiesta principal y ofrenda folclórica a la Virgen de la Cuevita.
- Septiembre: día 14, fiesta del Cristo de Acusa.
- Octubre: segundo domingo, fiesta de la Candelaria de Acusa